# ルパン三世VSキャッツ・アイ
- ルパン三世 > ルパン三世VSキャッツ・アイ
- キャッツ・アイ > ルパン三世VSキャッツ・アイ
- トムス・エンタテインメントの作品一覧 > ルパン三世VSキャッツ・アイ

『ルパン三世VSキャッツ・アイ』（ルパンさんせいバーサスキャッツアイ）は、モンキー・パンチ原作の『ルパン三世』と北条司原作の『キャッツ・アイ』のクロスオーバーアニメ。2023年1月27日よりAmazon Prime Videoにて配信が開始された。
2025年3月30日にはBS12のアニメ枠「日曜アニメ劇場」にて無料局初放送した。(同日19:00～20:55)。

## 概要
ルパン三世50周年、キャッツ・アイ40周年を記念したコラボ作品。1981年の日本とフランスを舞台にルパン三世とキャッツ・アイらが活劇を繰り広げる。
ルパン三世は時代に合わせ『ルパン三世 PARTIII』振りにピンクジャケットをメインで着用。また、本作は3DCGをセル画アニメーションのように表現するセルルックCGの手法で制作された作品。キャッツ・アイのフル3DCGアニメ作品は今回が初となる。
音楽は双方のものを使用。『ルパン三世』側はPART4、PART5、PART6の楽曲から未発表音源も含めて選曲、テーマ曲については『ルパン三世 THE FIRST』で使用された「THEME FROM LUPIN III 2019 〜 Playback'80」が起用されている。『キャッツ・アイ』側は大谷和夫によるテレビシリーズの劇伴をfox capture planが編曲したものを使用している。またfox capture planはテーマ曲「THEME FROM LUPIN vs CAT’S EYE」も手掛けている。

## あらすじ
狙う秘宝はキャッツ・アイの父・ハインツが遺せし三枚の絵。ルパン一味とキャッツアイ、2組の大泥棒は互いのプライドを賭けてその争奪戦に挑むが、そこに国際的な武器の闇商人（表向きは美術品取引シンジケートを装っている）「ファーデン」が絡み、話はややこしいことになる。
実は三枚の絵の中には「契約を果たした所有者に栄光をもたらす」とされる秘石「フォルトゥナの石」が仕込まれており、「ファーデン」はそれを追い求めていたことが判明する。紆余曲折を経てルパンとキャッツアイは対「ファーデン」で共闘する。

## 登場人物
『キャッツ・アイ』の来生泪と永石についてはオリジナルキャスト（泪：藤田淑子、永石：大木民夫）が故人のため、それぞれ新たな声優がキャスティングされている。

### 『ルパン三世』からの登場人物
ルパン三世
声 - 栗田貫一
『ルパン』の主人公。かの名高き怪盗アルセーヌ・ルパンの孫で、自らも世界的な大怪盗かつ変装の達人。
本作では過去にハインツに助けられ、以後仲間として互いに相手の仕事を手伝う関係だったことが語られている。キャッツアイの存在は知っており、盗みに関しても彼女たちよりも一枚上手のようで盗みの先輩として忠告をすることもある。
次元大介
声 - 大塚明夫
コンバットマグナムを使う射撃の名手でルパンの相棒。
不二子絡みと知り、一度ルパンを見捨てようとするが放っておけず助けに駆け付け、終盤まで泪と行動する。
石川五ェ門
声 - 浪川大輔
古の大泥棒・石川五ェ門の十三代目。最強の刀「斬鉄剣」を使う居合い抜きの達人。
次元同様不二子絡みと知り、置いていこうとするがルパンが気掛かりな次元に言葉をかけたり、内通者がいることに気づくなど持ち前の鋭さを発揮する。ラストは自慢の斬鉄剣が折られてしまう。
峰不二子
声 - 沢城みゆき
ルパン一味の紅一点で、付かず離れずの存在。時にはルパンたちを利用したり、裏切ったりすることも多い。
ルパンとは別のお宝狙いで「ファーデン」に潜入していたが、途中で「ファーデン」から切り捨てられ、以後はルパン＆キャッツ側につく。
銭形警部
声 - 山寺宏一
ルパン一味を追うICPOの捜査官。ルパン専任捜査官であるため、ルパンに関係する事件なら世界中どこでも捜査権が認められている。
同じ宿敵を追う俊夫と意気投合し、コンビを組む。ルパン一味とキャッツアイの逮捕と「ファーデン」撲滅のため、法を犯すも結果的に「ファーデン」撲滅に成功する。

### 『キャッツ・アイ』からの登場人物
来生瞳
声 - 戸田恵子
『キャッツ・アイ』の主人公。来生三姉妹の次女でキャッツアイの一員。
最初にルパンと遭遇し、実力を認めてもらうがほとんど絡まず、ルパン一味と行動する時も五ェ門と一緒が多い。
来生泪
声 - 深見梨加
来生三姉妹の長女でキャッツアイの一員。
変装や指揮を取るなど頼もしさを見せたり、末っ子の愛を心配するなど長女として二人をサポートをする。
来生愛
声 - 坂本千夏
来生三姉妹の三女でキャッツアイの一員。
三女である故に唯一、父との思い出がないため、今回のお宝に執着しており、当初はベルガーが流したデマ情報を鵜呑みにし、ルパンのことを父を裏切った悪人と誤解して敵視したが中盤で貨物列車から転落して谷底に落ちそうになるところをルパンに助けられ、以後作品終盤までルパンと行動を共にしたことで誤解を解いた。
内海俊夫
声 - 安原義人
キャッツアイの事件を専門に扱う犬鳴警察署内に設立された特別捜査班『キャッツ特捜班』主任で、階級は巡査部長。瞳とは恋愛関係にあるが、彼女がキャッツアイの一員であることには気づいていない。
本作では銭形に憧れているという設定が追加され、事実上銭形の助手を務め、彼の意外な行動が銭形の助けになることもある。銭形からは「熱海」と呼ばれ、そのたびに「熱海じゃなくて内海です」と返すのがお約束となっていた。ラストに一度だけちゃんと呼んでもらえた。
永石定嗣
声 - 麦人
ハインツの恩義からキャッツアイ三姉妹に協力している。本作も陰ながらサポートをする。
ミケール・ハインツ
声 - 銀河万丈
キャッツアイ三姉妹の父で伝説の画家。本作はルパンの回想のみだが声は終盤まではベルガーが変声機で悪用しており、ルパンも彼を欺くためにハインツの声を真似する。

### 本作オリジナルの登場人物
デニス・キルヒマン
声 - 東地宏樹
「ファーデン」の幹部。裏世界では「伝説の傭兵」として知られる有名人で、ルパン一味も名前を聞いて警戒心を露わにしていた。実は「ファーデン」創設者の息子である。
ハインリッヒ・ベルガー
声 - 菅生隆之（真）、銀河万丈（偽）
キャッツアイの前に現れた老人でかつてハインツに助けられたらしく、ルパンがハインツを裏切ったことを告げるが当然ながら嘘であり、彼こそがハインツを裏切った張本人かつ「ファーデン」の現ボスである。
上記のほか、同じく北条司原作のアニメ化作品『シティーハンター』から主人公の冴羽獠が2カットのみ、隠れキャラクターとしてカメオ出演している。公式によれば、2019年公開のアニメ映画『劇場版シティーハンター 新宿プライベート・アイズ』にキャッツ・アイが登場していたことを受けてのものであるが、ルパンもいる中で獠が（普通に）登場すると主役が誰かわからなくなるため、隠れキャラクターにしたという。また、2023年9月に公開された『劇場版シティーハンター 天使の涙』では、ルパン三世と次元大介がセリフ付きでカメオ出演している。

## スタッフ
- 原作 - モンキー・パンチ（ルパン三世）、北条司（キャッツ・アイ）[9]
- 監督 - 静野孔文、瀬下寛之[9]
- 脚本 - 葛原秀治[9]
- 副監督 - 井手恵介[9]
- キャラクターデザイン - 中田春彌、山中純子[9]
- プロダクションデザイン - 田中直哉、フェルディナンド・パトゥリ[9]
- アートディレクター - 片塰満則[9]
- コンセプトアーティスト - 芳野満雄、松本吉勝
- 絵コンテ - 森田宏幸
- アニメーションディレクター - こうじ
- CGディレクター - 平岡正浩
- 編集 - 肥田文[9]
- 音響監督 - 清水洋史[9]
- 音楽 - 大野雄二、大谷和夫、fox capture plan[6][9]
- 音楽プロデューサー - 千石一成、植田みのり
- プロデューサー - 安榮卓也、國府田崇裕
- アニメーション制作 - トムス・エンタテインメント[9]
- アニメーション制作協力 - 萌[9]
- 製作 - ルパン三世VSキャッツ・アイ製作委員会[9]

## 主題曲
主題歌 「CAT’S EYE 2023」
作詞 - 三浦徳子 / 作曲 - 小田裕一郎 / 編曲 - 小倉泰治、デイヴ・ライツァス / 歌 - 杏里 ANRI
オープニングテーマ「ルパン三世VSキャッツ・アイ」
作曲・演奏 - fox capture plan
ルパン三世メインテーマ「THEME FROM LUPIN III 2019 〜 Playback'80」
作曲・編曲 - 大野雄二 / 演奏 - You & Explosion Band